# Eordea (Macedonia Occidentale)
Eordea (in greco Εορδαία?) è un comune della Grecia situato nella periferia della Macedonia occidentale (unità periferica di Kozani) con 46.555 abitanti secondo i dati del censimento 2001.
È stato costituito a seguito della riforma amministrativa detta Programma Callicrate in vigore dal gennaio 2011 che ha abolito le prefetture e accorpato numerosi comuni.